# Marina Ruy Barbosa
Pour les articles homonymes, voir Ruy et Barbosa.
Marina Ruy Barbosa, née le 30 juin 1995 à Rio de Janeiro, est une actrice, mannequin, écrivaine et femme d'affaires brésilienne.

## Biographie
Marina Souza Ruy Barbosa est née et a grandi à Gávea, un quartier du sud de Rio de Janeiro, le 30 juin 1995. Elle est la fille du photographe Paulo Ruy Barbosa et de l'artiste Gioconda de Souza. Elle est une descendante de l'écrivain, juriste et homme politique Ruy Barbosa de Oliveira.
Marina a fait son premier travail significatif dans le télénovela brésilien Começar de Novo (2004), où elle a joué le personnage Ana, l'ange gardien protecteur du protagoniste Miguel (Marcos Paulo). Plus tard, elle joue Sabina dans le télénovela Belíssima (2005) et Isabel dans Sete Pecados (2007). Dans Escrito nas Estrelas (2010), elle a joué l'adolescente rebelle Vanessa.
Dans Morde & Assopra (2011),, Marina a réalisé son premier personnage adulte. Puis, elle a joué dans Amor Eterno Amor (2012), Amor à Vida (2013) et Império (2014). Dans ce dernier, elle a joué la nymphette Maria Ísis, un personnage qui marquera un tournant dans la carrière de l'actrice, marquant sa transition des rôles d'adolescents aux rôles d'adultes. Maria Ísis était sensuelle et provocante, et c'était le travail le plus audacieux de Marina jusqu'à présent, étant le premier dans lequel l'actrice apparaît dans des scènes avec de grandes insinuations sexuelles,,.
En avril 2015, Marina joue son premier méchant, le protagoniste Malvina, dans la série Amorteamo. Son personnage a été inspiré par l'épouse du cadavre de Tim Burton, Toujours en 2015, l'actrice incarne la protagoniste Eliza dans le feuilleton Totalmente Demais.
En 2016, elle rejoint le casting de la mini-série Justiça, jouant Isabela. Au premier semestre 2017, Marina a enregistré son premier film en tant que protagoniste, Sequestro Relâmpago, un long métrage de la cinéaste primée Tata Amaral. En mai 2017, elle était sur le tapis rouge du Festival de Cannes, vêtue d'une robe Prada. La même année, elle est nommée ambassadrice de Renault au Brésil et de Pantène en Amérique latine.
En 2018, elle a joué la protagoniste Amália de Monferrato dans Deus Salve o Rei, une télénovela qui a eu lieu à l'époque médiévale,. Toujours en 2018, Marina incarne le personnage de Luz Vidal dans l'oeuvre O Sétimo Guardião,.

## Filmographie

### Télévision
Télénovelas
- 2003 : Sabor da Paixão: Marie
- 2004 : Começar de Novo: Aninha

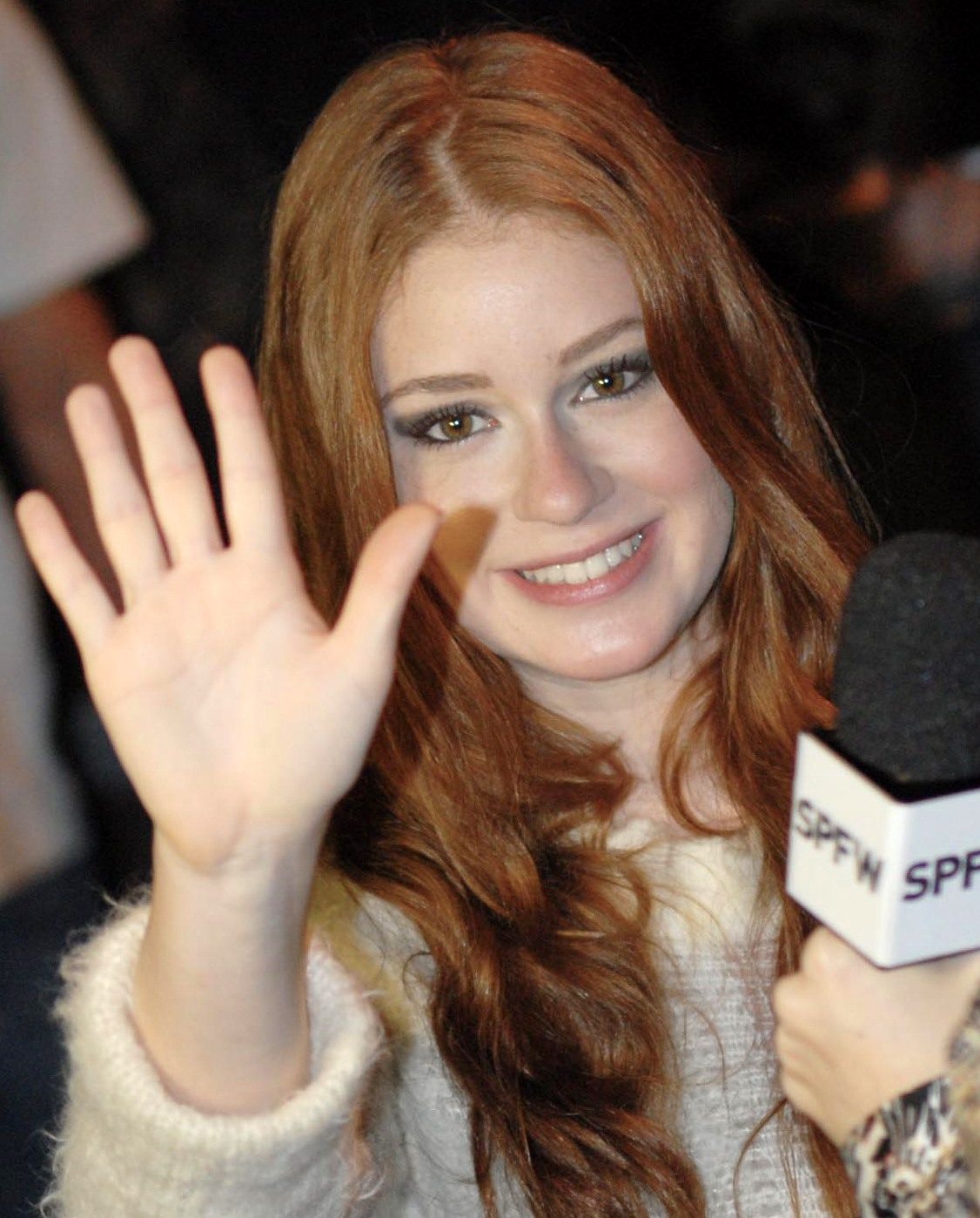
Ruy Barbosa à la Fashion Week de São Paulo 2011

- 2005 : Belíssima: Sabina Rocha Assumpção
- 2007 : Sete Pecados: Isabel Florentino
- 2010 : Escrito nas Estrelas: Vanessa Neves
- 2011 : Morde & Assopra: Alice Alves Junqueira / Alice da Silva
- 2012 : Amor Eterno Amor: Juliana
- 2013 : Amor à Vida: Nicole Veiga de Assis
- 2014 : Império: Maria Ísis Ferreira da Costa
- 2015 : Totalmente Demais: Eliza de Assis
- 2018 : Pega Pega: Amália Giordano de Monferrato, reine de Montemor
- 2018 : Deus Salve o Rei: Amália Giordano de Monferrato, reine de Montemor
- 2018 : O Sétimo Guardião: Luz da Lua Vidal
- 2019 : Bom Sucesso: Eliza de Assis

Série télévisée
- 2005 : Sob Nova Direção: Enfant à la vidéothèque (Episode: "Sexo, Mentiras e DVD")
- 2006 : Tecendo o Saber: Abgail (Episode: “Uma Vida Nova”)
- 2006 : Xuxa 20 Anos: elle-même (Spécial de fin d'année)
- 2006 : Xuxa Especial de Natal: elle-même (Spécial de fin d'année)
- 2007 : Dança das Crianças (en français: Danse des Enfants): Participant (Talent show; Saison 1)
- 2009 : TV Globinho: présentateur (Saison 10)
- 2009 : Super Chefinhos: Participant (Saison 1)
- 2009 : Tudo Novo de Novo: Bia
- 2015 : Amorteamo: Malvina Benazo Camargo
- 2016 : Justiça: Isabela de Almeida

### Cinéma
- 2004 : Xuxa e o Tesouro da Cidade Perdida: Mylla
- 2018 : Sequestro Relâmpago: Maria Isabel Lima Cavalcante (Isabel)
- 2018 : Todas as Canções de Amor: Ana

## Hommages
- En 2010, durant la telenovela Escrito nas Estrelas, la costumière et artiste Nica Bonfim a réalisé une poupée à l'effigie du personnage de Vanessa.
- En 2013, l'artiste brésilien Marcus Baby a réalisé une poupée de Barbosa habillée en mariée, inspirée de son personnage dans la telenovela Amor à Vida.
- En 2015, Marcus Baby s'est inspiré du personnage de Barbosa, Malvina, dans la série Amorteamo pour créer une poupée de mariée.